# 謝里登鎮區 (堪薩斯州渥太華縣)
謝里登鎮區（英語：Sheridan Township）為美國堪薩斯州渥太華縣轄下的鎮區。2010年美国人口普查中此鎮區人口有464人。

## 地理
謝里登鎮區涵蓋總面積為94.0平方（36.29平方英里），其中陸地面積為93.9平方（36.27平方英里），水域面積為0.052平方（0.02平方英里）或0.06%。

## 人口統計
根據2010年美國人口普查，謝里登鎮區人口有464人，其中男性有229人，女性有235人，人口密度為每平方公里4.94人，住房計269戶。鎮區內的白人有445人，非裔美國人有3人，美洲原住民有1人，亞裔美國人有0人，太平洋島裔美國人有0人，其他種族有4人，混血種族則有11人。此外鎮區內有11人為西班牙裔或拉丁裔美國人。此鎮區之年齡中位數為46.3歲，而男性年齡中位數為44.5歲，女性年齡中位數為47.6歲。

## 交通

### 主要公路
- 41號堪薩斯州州道